# ノース&サウス わくわく南北戦争
『ノース&サウス わくわく南北戦争』（ノース アンド サウス わくわくなんぼくせんそう）は、1990年9月21日に日本のケムコから発売されたファミリーコンピュータ用ウォー・シミュレーションゲーム。
インフォグラムから1989年にAmiga、Atari ST、コモドール64用として『North & South』のタイトルで発売されたもののローカライズ移植版である。南北戦争を題材としており、ベルギーのバンド・デシネである『Les Tuniques Bleues』（1970年）を原作としてゲーム化された作品。プレイヤーは北軍か南軍を選択し、アメリカ合衆国国内の統一を目指す。2人で対戦プレイも可能。
開発はインフォグラムが行い、シナリオは同社の『ホステージ』（1988年）を手掛けたフィリップ・アグリプニディスとステファン・トレヴァリオン、『ドラッケン』（1989年）を手掛けたステファン・バウデット等が担当、音楽は『ドラッケン』を手掛けたチャールズ・キャレットが担当している。
本作は1990年に欧州にてAmstrad CPC、欧米にてPC/AT互換機に移植された他、前述の通りファミリーコンピュータに移植されて日本においても発売され、1991年にはMSXおよびZX Spectrumに移植された。

## ゲーム内容
アメリカを模したマップ上には南北両軍の部隊が配置されており、敵軍の部隊を全滅させれば勝利となる。
部隊を移動すると領地を占領できる。鉄道の駅がある領地を占領していると、列車が通過するごとに収入が得られ、一定の資金がたまると新しい部隊が補充される。
駅がある領地は砦で守られており、占領部隊が進出すると横スクロールアクション「砦の戦い」が発生する。攻撃側は、時間内にゴールにたどり着いて自軍の旗を立てたら勝利となる。防衛側はそれを阻止すれば勝利となる。双方ともに攻撃手段は投げたらなくなるナイフと、パンチのみである。
また、マップ上で敵対する部隊が接触すると戦闘が発生する。大砲、騎兵、歩兵の各ユニットをリアルタイムで操作し、相手を全滅させれば勝利となる。
- 大砲 - 上下にしか動けないが、フィールドの端まで攻撃が届く。
- 騎兵 - 高速移動可能だが、武器は剣のみ。
- 歩兵 - 銃で比較的広い範囲に攻撃が可能。

戦場には以下の3種類がある。
- 草原 - ほとんど障害のないフィールド。
- 河川 - 両軍の中央に川があり、橋が1つ架かっている。そのほかに狭い浅瀬がもう1か所ある。
- 岩場 - 両軍の中央に谷があり、橋が1つ架かっている。そのほかに狭い道がもう1か所ある。

このほか、ランダムイベントを発生させる「災害モード」のオン・オフをゲーム開始時に設定できる。災害はインディアン、カミナリ雲、メキシコ人、援軍の4種類。

## 移植版
| No. | タイトル                       | 発売日                   | 対応機種               | 開発元           | 発売元           | メディア                          | 型式              | 備考 |
| --- | ------------------------------ | ------------------------ | ---------------------- | ---------------- | ---------------- | --------------------------------- | ----------------- | ---- |
| 1   | North & South                  | 1990年                   | Amstrad CPC            | New Frontier     | インフォグラム   | フロッピーディスク                | -                 |      |
| 2   | North & South                  | 1990年                   | PC/AT互換機            | インフォグラム   | インフォグラム   | フロッピーディスク                | -                 |      |
| 3   | ノース&サウス わくわく南北戦争 | 1990年9月21日 1990年12月 | ファミリーコンピュータ | コトブキシステム | コトブキシステム | 2メガビット+64キロRAMロムカセット | KSC-N5 NES-N5-USA |      |
| 4   | North & South                  | 1991年                   | MSX ZX Spectrum        | New Frontier     | インフォグラム   | フロッピーディスク                | -                 |      |

## スタッフ
Amiga版
- メイン・プログラム、構築：ステファン・バウデット
- ストラテジー・プログラム：ビンセント・ベリアード
- アーケードゲーム：アラン・ナカシェ、ステファン・バウデット
- グラフィック、アニメーション：ディディアー・チャンフレイ
- シナリオ：フィリップ・アグリプニディス、ステファン・バウデット、ビンセント・ベリアード、ディディアー・チャンフレイ、ステファン・トレヴァリオン
- 音楽、効果音：チャールズ・キャレット
- アニメ・シーケンス・プログラム：A.シャルボニエ
- アートワーク、マニュアル：ステファン・トレヴァリオン
- 会戦コンセプト：フィリップ・アグリプニディス、ステファン・バウデット
- 翻訳：ベアテ・ライター、ジョアン・K・ロブソン、ジュリー・ミットン、Cabinet D'Humilly
- プレス窓口：クリステル・ゲスラー
- マーケティング：フィリップ・アグリプニディス
- 著者：ウィリー・ランビル、ラウル・コーバン、Les Editions Dupuis
- タイトル・スクリーン・アート：フレデリック・バスクー

ファミリーコンピュータ版
- プログラミング：あいはらともはる
- アシスタント・プログラマー：戸野文雄、K.SHINDOU、K.KAMIGAKI、しながわみのり、増野宏之
- グラフィック・デザイナー：Y,SHINTAKU
- C.G.デザイナー：Y.TERASAWA、T.HOSOMA、すえだきみなり
- 音楽、効果音：川上泰広、増野宏之
- ゲーム・デバッガー：きどまさこ、ひらはらしょうこ、T.SASAKI
- プログラミング・スーパーバイザー：道浦忍
- エグゼクティブ・プロデューサー：しんじょうみつる
- スペシャル・サンクス：おくはらせいいちろう、永田憲一、いしいまさひろ、インフォグラム、セイカ

## 評価
ファミリーコンピュータ版
- ゲーム誌『ファミコン通信』の「クロスレビュー」では合計23点（満40点）[5]、『ファミリーコンピュータMagazine』の読者投票による「ゲーム通信簿」での評価は以下の通りとなっており、15.23点（満30点）となっている[1]。

| 項目 | キャラクタ | 音楽 | 操作性 | 熱中度 | お買得度 | オリジナリティ | 総合  |
| 得点 | 2.58       | 2.41 | 2.59   | 2.55   | 2.69     | 2.41           | 15.23 |

- 以下に挙げる特徴から、バカゲーとして知られる[9]。
  - 戦争にわくわくするという不謹慎な題名。
  - 砦の戦いでの攻撃手段はナイフとパンチのみ、という肉弾戦仕様。
  - 部隊同士の戦闘場所のうち、河川と岩場は見た目が異なるだけで、実質的な効果が同じ。
  - CPUが弱すぎる。谷にかかった橋を自分の砲撃で落としておいて、そこへ騎兵隊を突撃させ、兵士たちを転落させたりする。
  - メキシコ人が災害扱い。昼寝の邪魔をすると、隣の領地に爆弾攻撃を仕掛けてくる。